# Tessa (rapper)
 For alternative betydninger, se Tessa. (Se også artikler, som begynder med Tessa)
Theresa Ann Fallesen (født 8. september 1997), kendt under kunstnernavnet Tessa, er en dansk rapper. I 2025 debuterede hun som skuespiller i rollen som sosu-hjælperen Sille i den danske tv-serie Løgnen.

## Baggrund
Tessa blev født den 8. september 1997 og voksede op hos sin mor i Greve, Sjælland. Tessas mor blev diagnotiseret med brystkræft, da Tessa var 9 år gammel, og de flyttede efterfølgende til Nørreby på Fyn for at få mere rolige omgivelser. Tessa blev på den nye skole udsat for mobning. Hun blev kaldt 'Tessa' af sin mor gennem hele sit liv, og blev først klar over sit "rigtige" navn (Theresa Ann) som ung teenager. Var som ung teenager inspireret af den danske rapper Natasja og den amerikanske rapper Nicki Minaj, og hun lærte sig selv engelsk og at rappe ved at terpe amerikanske rapsange. I 2012, som 15-årig, begik Tessa et butikstyveri i Odense, og hun rejste efterfølgende til København, hvor hun flyttede ind hos sin far i Askerød. Hun begik efterfølgende også et butikstyveri i et shoppingcenter i Malmø, og valgte herefter at flytte fra sin far og bo på gaden. Tessa boede på gaden i København i ca. halvanden år, hvor hun forsørgede sig selv ved butikstyveri og med hjælp fra venner og bekendte. Som 16-årig besluttede hun sig for at lægge sit liv om, og hun fik en lejlighed og et job hos et rengøringsfirma. Under sin tid på gaden blev Tessa stor fan af den danske rapgruppe, Kaliber, og gennem Instagram fik hun kontakt til Jesper 'Livid' Helles, rapper i gruppen. Gennem Tessas Instagram-profil, så Livid Tessas videoer af sig selv mime til forskellige rapsange, heriblandt Nicki Minaj, og han inviterede Tessa med til sit projekt, Urban Grrls (et talentudviklingsforløb for unge kvinder i urbanmusik), i begyndelsen af 2019. Tessa var blandt de 25 udvalgte artister, der fik undervisning af Karen Mukupa, Lucy Love og Jesper 'Livid' Helles. Undervejs i Urban Grrls-forløbet indgik Livid og Tessa en managementkontrakt, og Livid blev Tessas manager.
Den 15. april 2019 indspillede Tessa sin første freestyle med tilhørende video, som efterfølgende blev lagt op på Instagram, hvor den gik viralt. Ti dage senere indspillede hun endnu en freestyle, som også blev uploadet på Instagram.
Tessas freestyles på Instagram gjorde hende synlig hos de store danske musikselskaber, og hun fik efterfølgende tilbud fra Sony Music, Warner Music Group og Universal Music Danmark. I slutningen af maj og efter flere dages forhandlinger, indgik Tessas kontrakt med Universal Music Danmark gennem Helles' pladeselskab Artcore Records.

## Karriere

### 2019-2020: Gennembrud
Kort efter pladeselskabskontrakten indspillede Tessa sin første single "Snakker for meget", som blev udgivet den 25. juni 2019 og den 28. juni live-debuterede hun til åbningsfesten ved Countdown Scenen på Roskilde Festival.
I august 2019 udgav Tessa sin anden single "Okay" og sin første musikvideo.
Den 15. september var Tessa support for den amerikanske rapper Machine Gun Kelly ved hans koncert i Vega i København.
I oktober 2019 udgav Tessa singlen "Ben", som endte med at gå 3x platin (marts 2024). “Ben” blev kåret til en af "Årets 25 Danske Sange" af musikmagasinet Soundvenue.
I 2020 udgav Tessa singlen "Sjakalina" og var også feature på rapgruppen Suspekts single “Vil du med...", som de optrådte live med til Zulu Awards 2020, hvor Tessa vandt prisen "Årets Nye Navn". Under covid-19-lockdown i 2020 udgav Tessa singlerne “Glo på mig”, “Så’n der”, “Bål”, “Ghetto Fabulous” og var feature på Natasjas (hidtil ufærdige sang) “Til Banken” med Karen Mukupa, ligesom at hun medvirkede i P3's fællessang “Tættere end vi tror” med tilhørende musikvideo. I 2020 vandt Tessa ved Danish Music Awards prisen for "Årets nye navn", ligesom at hun var nomineret i kategorierne "Bedste sangskriver" og "Bedste hit" for sangen "Ben" og nomineret i kategorien "Bedste solist". I 2020 vandt Tessa også flere priser ved The Voice Radio Awards, som blev sendt direkte på radiokanalen The Voice. Hun vandt priserne for "Årets Forbillede", "Årets Danske Streamingartist (YouSee Musik Prisen)" og "The Voice Prisen". I 2020 udkom DR-dokumentarserien Tessas hævn, der følger Tessas rejse fra ukendt til kendt rapper. Serien havde premiere på DRTV den 17. maj 2020 og løb i fire afsnit. I oktober 2020 optrådte Tessa til P3 Guld 2020. I december samme år udgav Tessa sammen med rapperen Orgi-E singlen "Blæstegnen", en hyldestsang til Københavns Vestegn, der bl.a. vakte opmærksomhed for den medfølgende video, hvor den tidligere danske statsminister Helle Thorning-Schmidt optræder.
I slutningen af 2020 blev Tessa inviteret af DR2-programmet Deadline til at holde programmets årlige nytårstale. Talen, der blev sendt den 1. januar 2021 på DR2 omhandlede Tessa egne oplevelse med diskrimering mod kvinder i musikbranchen og drog paralleller til Sofie Lindes #meToo opsang under Zulu Comedy Galla i 2020. 

### 2021-nu
I 2021 vandt Tessa prisen for "Best Nordic Act" ved MTV Europe Music Awards og prisen for "Årets livenavn" ved Danish Music Awards.
Tessa og hendes manager blev i 2021 opsøgt af holdet omkring den amerikanske rapper Cardi B, som spurgte om de var interesseret i at skrive en sang til Cardi B, men grundet Tessas loyalitet til rapperen Nicki Minaj, valgte Tessa og Livid at takke nej. Kort efter kom et lignende tilbud fra den amerikanske rapduo City Girls, men af samme årsag takkede de igen nej.
I starten af 2022 udgav Tessa et lidt over et minut langt diss-track, hvor hun, noget overraskende, dissede Thomas Blachman på groveste vis pga. en stødende kommentar fra Blachman i 2021.
I maj 2023 udgav Tessa sit debutalbum (der ligesom dokumentarserien) hedder Tessas Hævn. Albummet indeholder sangen "Engletårer", hvori Tessa beretter om to seksuelle overgreb, hun blev udsat for som teenager.
I september 2024 offentliggjorde den danske sanger Medina at Tessa var featured på en ny version af Medinas 15 år gamle sang "Rick Ross" efter at denne pludselig blev populær på TikTok. Den nye sang blev udgivet i september 2024 med titlen "Rick Ross Pt. 2". 

### Skuespillerdebut iLøgnen
I maj 2025 debuterede Tessa som skuespiller i TV 2's fiktionsserie Løgnen, hvor hun spillede den ene hovedrolle som den unge sosu-hjælper Sille overfor bl.a. Iben Hjejle, Zaki Nobel Mehabil, Lars Ranthe og Stephanie Leon.

## Diskografi

### Album
| Titel                                                                      | Albumdetaljer                                                       | Højeste placering | Certificering |
| Titel                                                                      | Albumdetaljer                                                       | Danmark           | Certificering |
| -------------------------------------------------------------------------- | ------------------------------------------------------------------- | ----------------- | ------------- |
| Tessas Hævn                                                                | - Udgivet: 26. maj 2023 - Selskab: Universal - Format: CD, download | 3                 | - Platin      |
| Tessas Hævn (Igen Bitch)                                                   | - Udgivet: 7. juli 2023 - Selskab: Universal - Format: CD, download | 9                 |               |
| "—" markerer en udgivelse, hvor der ikke er registreret hitlisteplacering. |                                                                     |                   |               |

### Singler
| År                                                               | Titel                                       | Højeste placering | Certificering | Album                    |
| År                                                               | Titel                                       | Danmark           | Certificering | Album                    |
| ---------------------------------------------------------------- | ------------------------------------------- | ----------------- | ------------- | ------------------------ |
| 2019                                                             | "Snakker For Meget"                         | —                 |               |                          |
| 2019                                                             | "Okay"                                      | 25                | Platin        |                          |
| 2019                                                             | "Ben"                                       | 5                 | 3×Platin      |                          |
| 2020                                                             | "Sjakalina"                                 | 7                 | Platin        |                          |
| 2020                                                             | "Så'n der"                                  | 3                 | Platin        |                          |
| 2020                                                             | "Glo på mig"                                | 8                 | Platin        |                          |
| 2020                                                             | "Bål"                                       | 9                 | Guld          |                          |
| 2020                                                             | "Ghetto Fabulous"                           | 8                 | Guld          |                          |
| 2020                                                             | "Blæstegnen" (feat. Orgi-E)                 | 11                | Platin        |                          |
| 2021                                                             | "Mums"                                      | 5                 | Guld          |                          |
| 2022                                                             | "Engangspik"                                | 5                 | Guld          |                          |
| 2022                                                             | "TCM"                                       | 35                |               |                          |
| 2023                                                             | "BETALT" (ft. Lamin & Benny Jamz)           | 19                |               | Tessas Hævn              |
| 2023                                                             | "Ding Dong"                                 | 33                |               | Tessas Hævn              |
| 2023                                                             | "Hvor som helst"                            | 10                | Platin        | Tessas Hævn (Igen Bitch) |
| 2023                                                             | "Fløjt´ne" (Tessa feat. KIDD & DJ Aligator) | 9                 | Guld          |                          |
| "—" markerer en udgivelse der ikke opnåede en hitlisteplacering. |                                             |                   |               |                          |

### Featured
| År                                                               | Titel | Højeste placering | Certificering | Album |
| År                                                               | Titel | Danmark           | Certificering | Album |
| ---------------------------------------------------------------- | --- | ----------------- | ------------- | ----- |
| 2020                                                             | "Tættere end vi tror" (P3 feat. Tessa, Lukas Graham, Mads Langer, Jada, Benjamin Hav, Christopher, Clara & Don Stefano) | 1                 | Platin        |       |
| 2020                                                             | "Til Banken" (Natasja x Tessa x Karen Mukupa)                                                                           | 4                 | 2×Platin      |       |
| 2020                                                             | "Vil Du Med" (Suspekt feat. Tessa)                                                                                      | 3                 | Platin        |       |
| 2021                                                             | "Luftkys" (Burhan G feat. Tessa)                                                                                        | 34                |               |       |
| 2024                                                             | "KITTY" (DIBSET feat. Tessa)                                                                                            | —                 |               |       |
| 2024                                                             | "Rick Ross Pt. 2" (Medina x Tessa)                                                                                      | —                 |               |       |
| "—" markerer en udgivelse der ikke opnåede en hitlisteplacering. | |                   |               |       |

#### Freestyles
- Grisbasse (mod Blachman) (2022)

## Priser og nomineringer
| År   | Pris                   | Kategori                     | Nomineret for | Resultat  |
| ---- | ---------------------- | ---------------------------- | ------------- | --------- |
| 2020 | Danish Music Award     | Årets danske sangskriver     | "Ben"         | Nomineret |
| 2020 | Danish Music Award     | Årets danske streaminghit    | "Ben"         | Nomineret |
| 2020 | Danish Music Award     | Årets danske solist          |               | Nomineret |
| 2020 | Danish Music Award     | Årets nye danske navn        |               | Vundet    |
| 2020 | Zulu Awards            | Årets nye navn               |               | Vundet    |
| 2020 | The Voice Prisen       | The Voice Prisen             |               | Vundet    |
| 2020 | The Voice Prisen       | Årets Forbillede             |               | Vundet    |
| 2020 | The Voice Prisen       | Årets Danske Streamingartist |               | Vundet    |
| 2021 | Danish Music Award     | Årets nye danske livenavn    |               | Vundet    |
| 2021 | MTV Europe Music Award | Bedste nordiske kunstner     |               | Vundet    |
| 2021 | The Voice Prisen       | The Voice Prisen             |               | Vundet    |
| 2022 | Danish Music Award     | Årets danske solist          |               | Nomineret |
| 2022 | Danish Music Award     | Årets danske livenavn        |               | Nomineret |
| 2023 | Danish Music Award     | Årets danske solist          |               | Nomineret |
| 2023 | Danish Music Award     | Årets danske sangskriver     | “Engletårer”  | Nomineret |
| 2024 | The Voice Prisen       |                              |               | Vundet    |